# 日向庄內站
日向庄內站（日语：／ Hyūga-Shōnai eki */?）位於宮崎縣都城市乙房町，是九州旅客鐵道（JR九州）吉都線上的車站。

## 車站構造

### 站房
現時使用中的為第二代站房，採用簡易車站模式，與日豐本線內宮崎縣段和鹿兒島縣上使用人數較少的款式相同，中央部份為自由通道，包含出入口及開放式驗票口；左側為候車室，放置了共兩張4座位及2座位的週塑膠長櫈，右側為儲物室。
當地居民為了美化車站，在站房前及月台上擺置了花壇，又會定時打更換候車室上的佈置以配合不同時期，包括有新年及其他節日的裝飾、一般裝飾等。
由於使用人數不多站房內並未設有簡易式近距離自動售票機。

### 月台
只設有側式月台1座，長約150米，有效長度為7輛。列車不能交換。列車到站時，往吉松方向為右側上落，往都城方向為左側上落。
| 路線    | 上下行 | 方向                          |
| ------- | ------ | ----------------------------- |
| ■吉都線 | 下行   | 都城、經■日豐本線往南宮崎方向 |
| ■吉都線 | 上行   | 吉松、經■肥薩線往隼人方向     |

## 歷史
- 1952年4月15日：開業[1]。
- 1963年5月10日：取消手提行李提取服務[2]。
- 1977年11月：站房改建、並加設列車接近警報裝置[3]。
- 1987年4月1日：隨國鐵分割民營化，車站由九州旅客鐵道（JR九州）營運。
- 2017年初：外牆翻塗。
- 2022年4月1日：隨宮崎綜合鐵道事業部改組，並且昇格為宮崎支社（日语：九州旅客鉄道宮崎支社）[4]，本站成為了鹿兒島支社與宮崎支社的邊界站[5]。

## 使用人數
以下為近年1日平均乘車人次。2016年起，因JR九州只公佈使用人數首300個車站的人數，本站因未達至首300位而獲得公佈實質人數的車站，又因一直未能達到每日乘車人數超過100人，因此亦未有上名。
| 年度   | 1日平均 乗車人員 |
| ------ | ---------------- |
| 1996年 | 34               |
| 1997年 | 30               |
| 1998年 | 38               |
| 1999年 | 39               |
| 2000年 | 41               |
| 2001年 | 43               |
| 2002年 | 61               |
| 2003年 | 58               |
| 2004年 | 55               |
| 2005年 | 56               |
| 2006年 | 51               |
| 2007年 | 55               |
| 2008年 | 58               |
| 2009年 | 64               |
| 2010年 | 62               |
| 2011年 | 64               |
| 2012年 | 65               |
| 2013年 | 60               |
| 2014年 | 63               |
| 2015年 | 65               |

## 相鄰車站
九州旅客鐵道
■吉都線
谷頭－日向庄內－都城

## 外部連結
- JR九州 － 日向庄內車站 （页面存档备份，存于）（日語）